# Bundesheer
Bundesheer (niem. Federalne Siły Zbrojne) – siły zbrojne Austrii liczące 47.000 ludzi, w tym 14.000 żołnierzy. Składają się z wojsk lądowych, sił powietrznych, wojsk cyberprzestrzeni i wojsk specjalnych. Zgodnie z art. 79 Federalnej Ustawy Konstytucyjnej Republiki Austrii są one powołane do obrony kraju oraz, jeżeli władze cywilne tego zażądają, do ochrony instytucji konstytucyjnych i ich zdolności działania, demokratycznych wolności mieszkańców kraju, zapewnienia porządku i wewnętrznego bezpieczeństwa oraz do świadczenia pomocy w razie klęsk żywiołowych i katastrof o nadzwyczajnym wymiarze.
Zwierzchnikiem Bundesheer jest Prezydent Federalny Alexander Van der Bellen, a głównodowodzącym gen. Rudolf Striedinger.
W 2023 r. budżet armii wyniósł 3,38 mld euro.

## Historia
Bundesheer powstała w 1955 r. z przekształcenia B-Gendarmerie, służby mundurowej powołanej w 1949 r. w okupowanej Austrii. W lipcu 1956 powstaje Federalne Ministerstwo Obrony Austrii oraz naczelne dowództwo Bundesheer, na którego czele stanął Erwin Fussenegger. W październiku tego samego roku miał miejsce pierwszy po II wojnie światowej pobór.
W 1957 r. powołano Österreichische Luftstreitkräfte.
W 1960 r. Bundesheer po raz pierwszy bierze udział w misji zagranicznej, wysyłając kontyngent medyczny do Kongo w ramach misji pokojowej Organizacji Narodów Zjednoczonych.
W 1961 r. powołano siły specjalne.
W 2013 r. odbyło się ogólnokrajowe referendum, w którym podtrzymano obowiązek powszechnej służby wojskowej.
W latach 2020–2022 Bundesheer aktywnie wspierało działania organów federalnych i landowych związanych z pandemią COVID-19. W listopadzie 2020 30 żołnierzy wspierało masowe testowanie ludności na terenie Słowacji, w Bratysławie.
W 2023 r. kanclerz Austrii Karl Nehammer i minister obrony Klaudia Tanner ogłosili, że Austria przystąpi do inicjatywy Sky Shield, co skutkuje rozpoczęciem procesu uzbrajania Bundesheer w systemy obrony powietrznej średniego zasięgu IRIS-T SLM i dalekiego zasięgu.
W 2024 r. rozpoczęła się realizacja kompleksowego planu modernizacji technicznej „Aufbauplan 2032+” („Plany odbudowy 2032+”), polegająca m.in. na pozyskaniu nowego samolotu odrzutowego do celów szkoleniowych (następcy samolotu Saab 105Ö wycofanego ze służby w 2020), kontynuacji upraszczania floty śmigłowców do dwóch modeli: AgustaWestland AW169 oraz Sikorsky S-70A-42 Black Hawk oraz realizacji kontraktu na dostawę nowych samolotów transportowych Embraer KC-390. Planowana jest także modernizacja wszystkich czołgów Leopard 2 oraz dostawy samochodów opancerzonych.

## Wojska lądowe

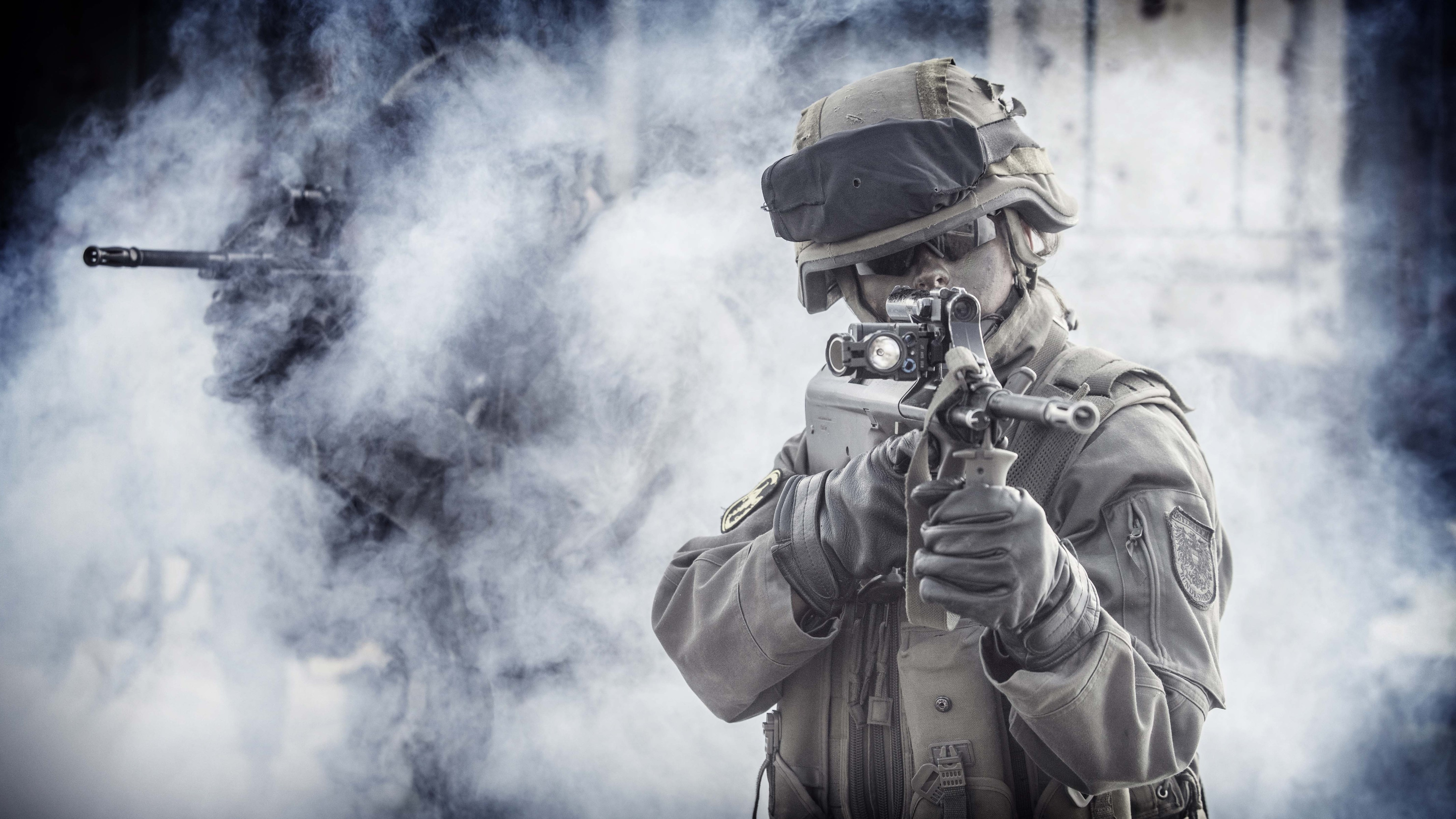
Szkolenie piechoty wojsk lądowych Bundesheer (2015)

Wojska lądowe (Landstreitkräfte) stanowią najbardziej liczny komponent Bundesheer. Podzielone są na 4 brygady:
- 3. Brygada szybkiego reagowania w Mautern an der Donau,
- 4. Brygada Grenadierów Pancernych w Hörsching,
- 6. Brygada Górska w Absam,
- 7. Brygada Piechoty w Klagenfurcie[14].

## Wojska cyberprzestrzeni

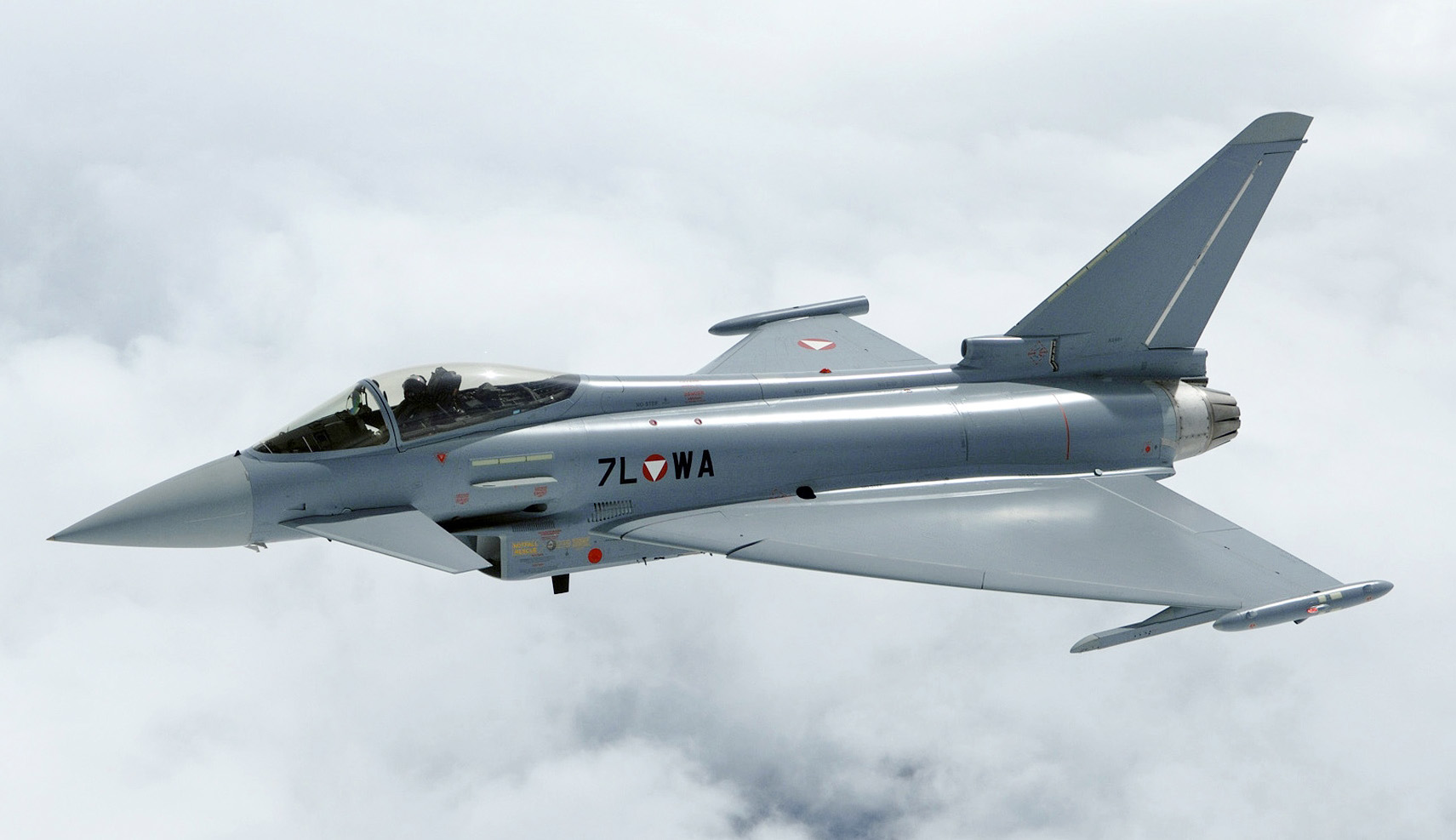
Eurofighter Typhoon w barwach Österreichische Luftstreitkräfte (2007)

Wojska cyberprzestrzeni (Cyber-Kräfte) odpowiedzialne są przede wszystkim za zapewnienie niezawodnej i bezpiecznej komunikacji elektronicznej wewnątrz Bundesheer, ochronę integralności systemów elektronicznych sił zbrojnych przed ingerencją zewnętrzną oraz niezależności informacyjnej. Podzielone są na dwa bataliony:
- 1. Batalion Wsparcia Dowództwa w Villach,
- 2. Batalion Wsparcia Dowództwa w St. Johann im Pongau[15]

## Wojska specjalne

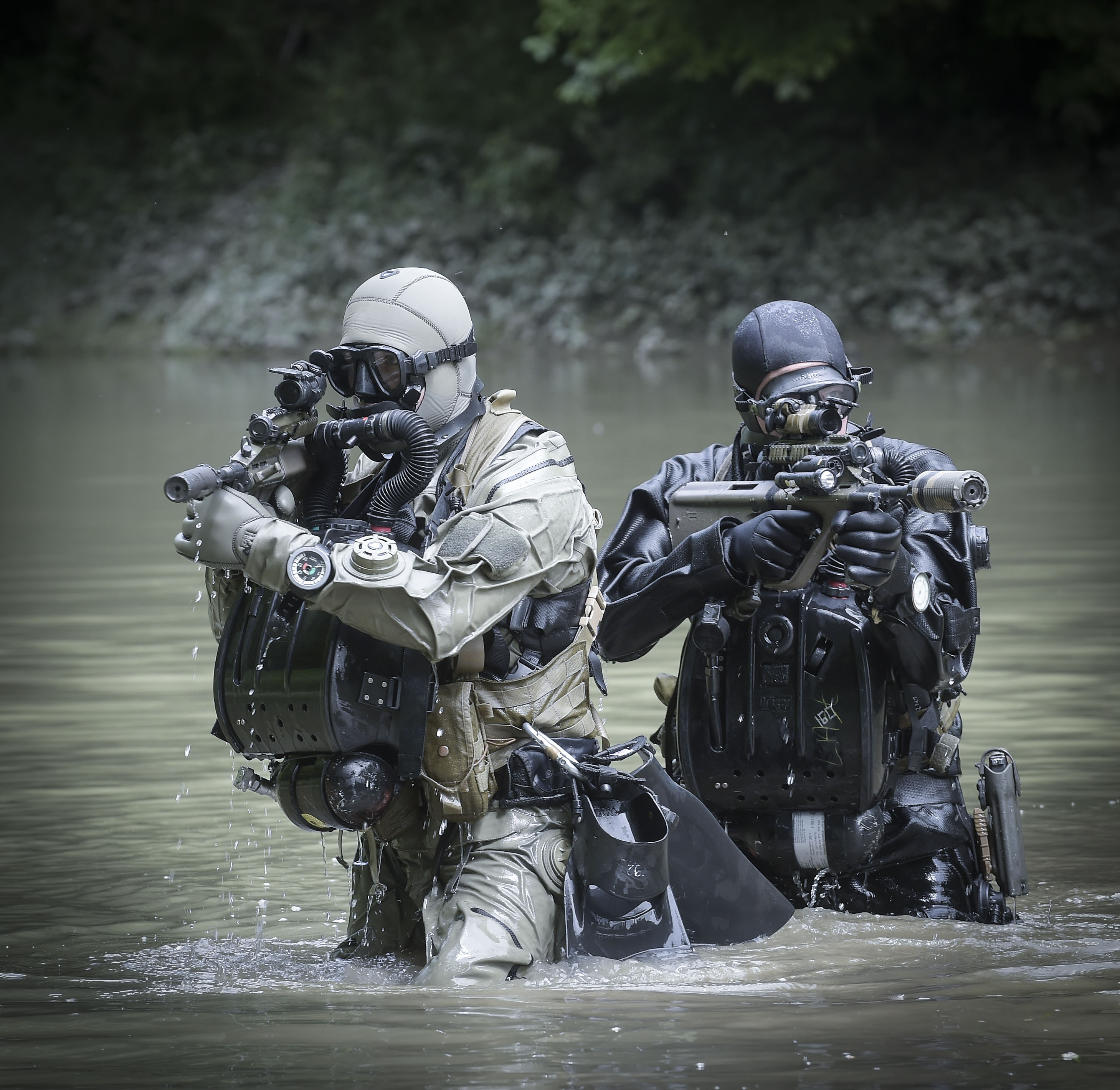
Żołnierze Jagdkommando (2016)

Wojska specjalne składają się jednego oddziału – Jagdkommando, z siedzibą w Wiener Neustadt.

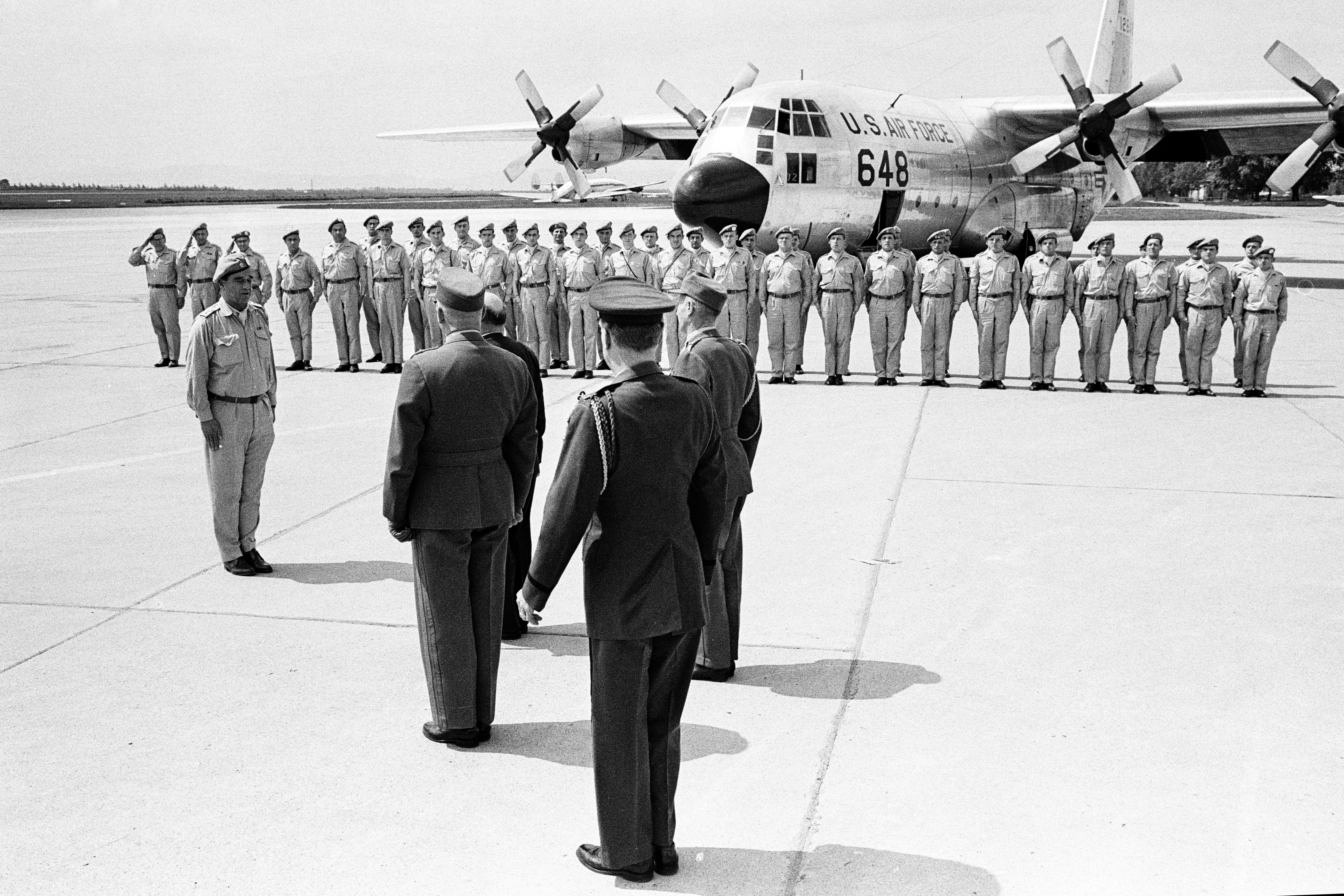
Wylot pierwszego kontyngentu Bundesheer na Cypr w ramach operacji UNFICYP, Wiedeń (1964)

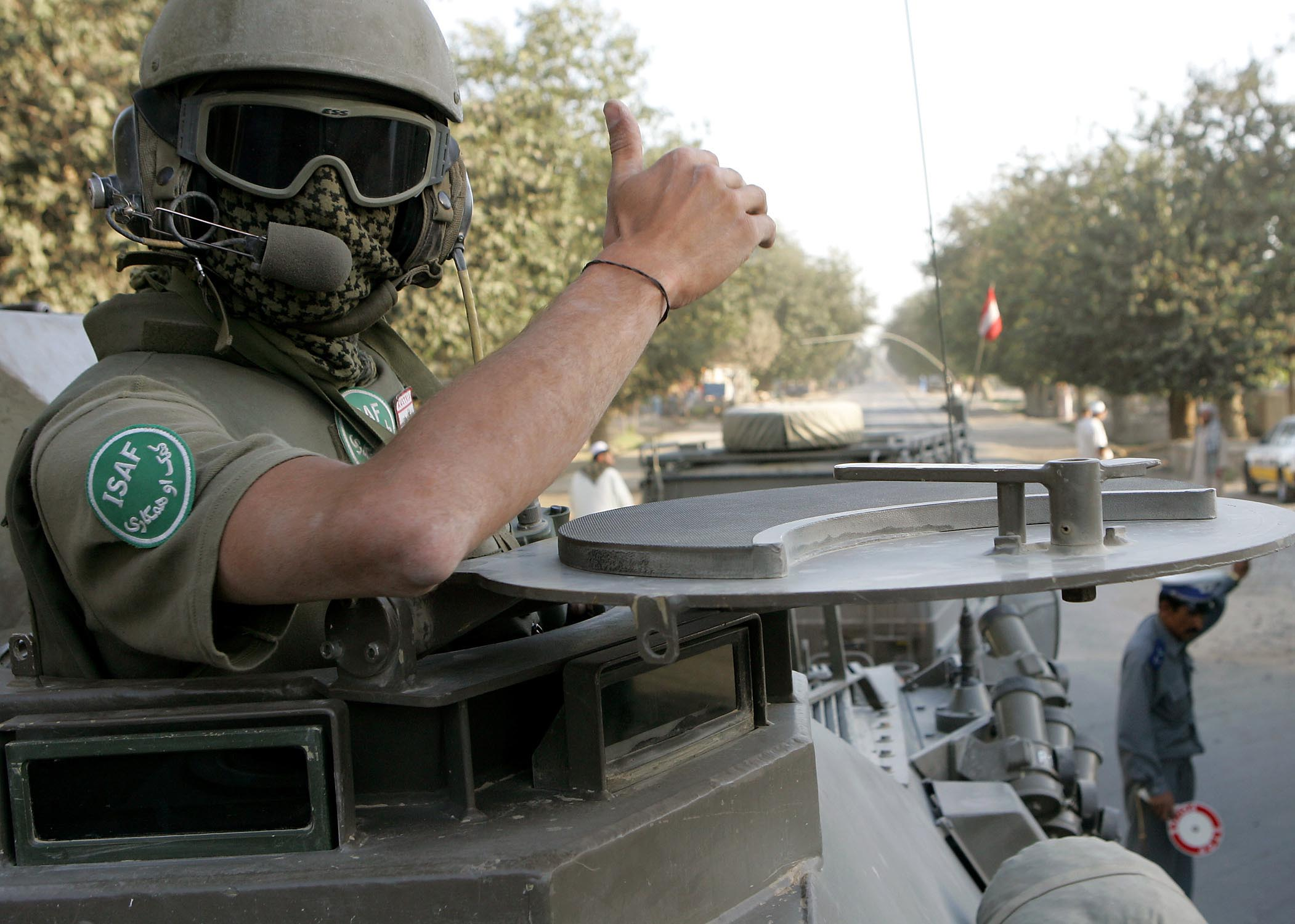
Żołnierz Bundesheer w prowincji Kunduz w Afganistanie (2005)

## Misje zagraniczne
| Okres trwania | Kraj                                                  | Działania                                                                 |        |
| ------------- | ----------------------------------------------------- | ------------------------------------------------------------------------- | ------ |
| 1960–1963     | Republika Kongo                                       | państwo uczestniczące w operacji ONUC                                     | [ 17 ] |
| 1963          | Jugosławia                                            | akcja ratunkowa po trzęsieniu ziemi w Skopju                              | [ 17 ] |
| 1964–1973     | Cypr                                                  | państwo uczestniczące w operacji UNFICYP                                  | [ 17 ] |
| 1974–2013`dr  | Izrael / Syria                                        | państwo uczestniczące w operacji UNDOF                                    | [ 17 ] |
| 1976          | Włochy                                                | akcja ratunkowa po trzęsieniu ziemi we Friuli                             | [ 17 ] |
| 1988          | ZSRR                                                  | akcja ratunkowa po trzęsieniu ziemi w Armeńskiej SRR                      | [ 17 ] |
| 1992          | Kambodża                                              | państwo uczestniczące w operacji UNTAC                                    | [ 17 ] |
| 1996          | Bośnia i Hercegowina                                  | państwo uczestniczące w operacji IFOR                                     | [ 17 ] |
| 1999          | Albania                                               | pomoc humanitarna dla ofiar cywilnych wojny w Kosowie                     | [ 17 ] |
| 1999          | Turcja                                                | akcja ratunkowa po trzęsieniu ziemi w Gölcük                              | [ 17 ] |
| 1999 do dziś  | Kosowo                                                | państwo uczestniczące w operacji KFOR                                     | [ 17 ] |
| 2000          | Mozambik                                              | akcja ratunkowa po powodzi                                                | [ 17 ] |
| 2002–2014     | Afganistan                                            | państwo uczestniczące w operacji ISAF                                     | [ 17 ] |
| 2003          | Macedonia Północna                                    | państwo uczestniczące w operacji CONCORDIA                                | [ 17 ] |
| 2003          | Algieria                                              | akcja ratunkowa po trzęsieniu ziemi w Algierii                            | [ 17 ] |
| 2003          | Iran                                                  | akcja ratunkowa po trzęsieniu ziemi w Bam                                 | [ 17 ] |
| 2004          | Tajlandia                                             | akcja ratunkowa po trzęsieniu ziemi na Oceanie Indyjskim                  | [ 17 ] |
| 2004 do dziś  | Bośnia i Hercegowina                                  | państwo uczestniczące w operacji EUFOR Althea                             | [ 17 ] |
| 2005          | Sri Lanka                                             | akcja ratunkowa po trzęsieniu ziemi na Oceanie Indyjskim                  | [ 17 ] |
| 2005          | Pakistan                                              | akcja ratunkowa po trzęsieniu ziemi w Kaszmirze                           | [ 17 ] |
| 2007          | Grecja                                                | akcja gaśniczo-ratunkowa w trakcie pożarów lasów w Grecji                 | [ 17 ] |
| 2008          | Czad                                                  | państwo uczestniczące w operacji EUFOR Tchad/RCA                          | [ 17 ] |
| 2011          | Egipt                                                 | akcja ewakuacyjna z obszaru konfliktu wewnętrznego                        | [ 17 ] |
| 2011          | Libia                                                 | akcja ewakuacyjna z obszaru konfliktu wewnętrznego                        | [ 17 ] |
| 2011 do dziś  | Liban                                                 | państwo uczestniczące w operacji UNIFIL                                   | [ 17 ] |
| 2012          | Libia                                                 | pomoc humanitarna i medyczna dla mieszkańców Trypolisu                    | [ 17 ] |
| 2013 do dziś  | Mali                                                  | państwo uczestniczące w operacji EUTM Mali                                | [ 17 ] |
| 2013          | Węgry                                                 | państwo uczestniczące w operacji na zewnętrznej granicy Unii Europejskiej | [ 17 ] |
| 2016          | Węgry                                                 | państwo uczestniczące w operacji na zewnętrznej granicy Unii Europejskiej | [ 17 ] |
| 2017          | Morze Śródziemne, na pokładzie okrętu Deutsche Marine | państwo uczestniczące w operacji Sophia                                   | [ 17 ] |
| 2023          | Turcja                                                | akcja ratunkowa po trzęsieniu ziemi w Turcji i Syrii                      | [ 17 ] |
| 2023          | Słowenia                                              | akcja ratunkowa po powodzi                                                | [ 17 ] |